# Walter Neusel
Walter Neusel (* 25. November 1907 in Bochum; † 8. Oktober 1964 in Berlin) war ein deutscher Schwergewichtsboxer.

## Amateurkarriere
Neusel begann 1927 mit dem Boxen zuerst beim Wanne-Eickeler Box-Sport-Klub 1926 (im Saal der ehemaligen Gaststätte Schulte-Berge in der Hindenburgstraße, heute Hauptstraße), später bei den Boxsportfreunden Heros Eickel und dem Bochumer BSK 19. 1928 verlor er noch im Finale der Deutschen Meisterschaften, 1929 wurde er jedoch Deutscher Meister und schlug dabei unter anderem Adolf Heuser.

## Profikarriere
1930 wurde Neusel Profi und folgte Max Schmeling nach Amerika, wo er aufgrund seines offensiven Stils populär war. Er besiegte 1934 King Levinsky und die Halbschwergewichtslegende Tommy Loughran. Damit war er im Ring Magazine Top 10.
Am 26. August 1934 kam es in Hamburg zum größten Boxkampf der europäischen Geschichte, Neusel gegen Schmeling. Der Schauplatz war die Dirt-Track-Anlage, eine Sandrennbahn in unmittelbarer Nähe von Hagenbecks Tierpark, die der Box-Promoter Walter Rothenburg innerhalb weniger Wochen in eine Musteranlage umbauen ließ. Die Zuschauerangaben schwanken zwischen 80.000 und 180.000 (Ring Magazine), eine nie wieder erreichte Anzahl von Zuschauern bei einer Boxveranstaltung in Deutschland. In der 9. Runde wurde Neusel durch den Ringrichter aus dem Kampf genommen, somit war Schmeling Sieger durch Technischen Knockout.
Er besiegte in der Folge den englischen Halbschwergewichtler Harrington dreimal durch K. o. (in England), unterlag aber Primo Carnera und dem walisischen WM-Herausforderer Tommy Farr. Den Halbschwergewichtler Adolf Heuser konnte er wiederholt ausknocken. Nach dem Krieg verlor er mehrfach gegen den ungeschlagenen Hein ten Hoff, besiegte aber im Nostalgie-Duell Schmeling nach Punkten. 1950 unterlag er in seinem letzten Kampf Conny Rux.

## Tod und Grabstätte

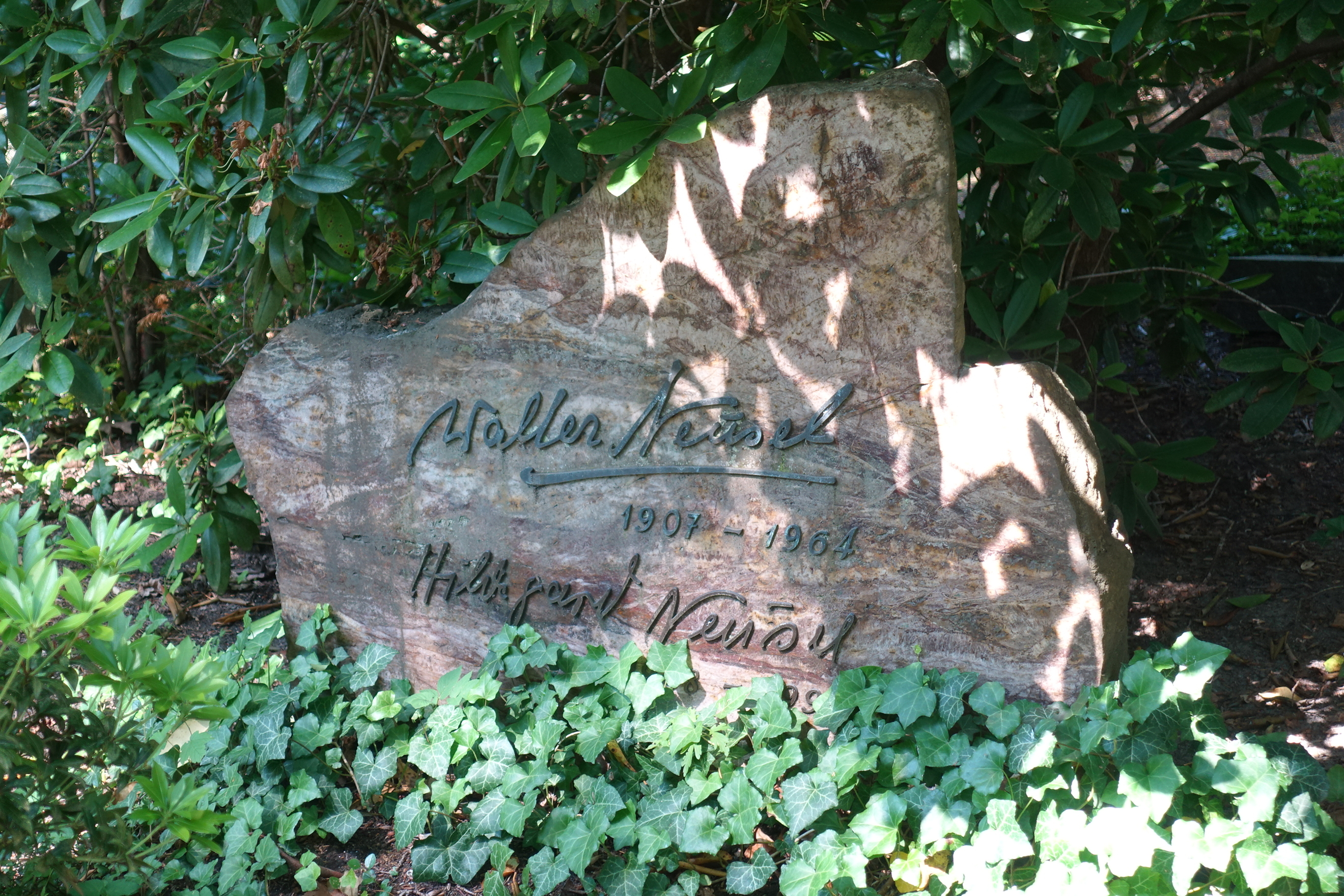
Grab von Walter Neusel auf dem Friedhof Heerstraße in Berlin-Westend

Walter Neusel erlag am 8. Oktober 1964 im Alter von 56 Jahren einem Herzinfarkt, den er in seiner Berliner Gaststätte „Zum blonden Tiger“ erlitten hatte. Nach Rücksprache mit seiner Mutter entschloss sich der Sohn Peter Neusel, der sich in Japan als Athlet gerade auf die olympischen Ruderwettkämpfe vorbereitete, erst nach Abhaltung seines Wettbewerbs nach Berlin zurückzukehren. Am 15. Oktober errang er dort als Schlagmann des Vierer mit Steuermann die Goldmedaille für das gesamtdeutsche Team, bevor er am folgenden Tag die Heimreise antrat.
Das Grab von Walter Neusel befindet sich auf dem Friedhof Heerstraße in Berlin-Westend (Grablage: II-W13-227/228).